# Rakoń

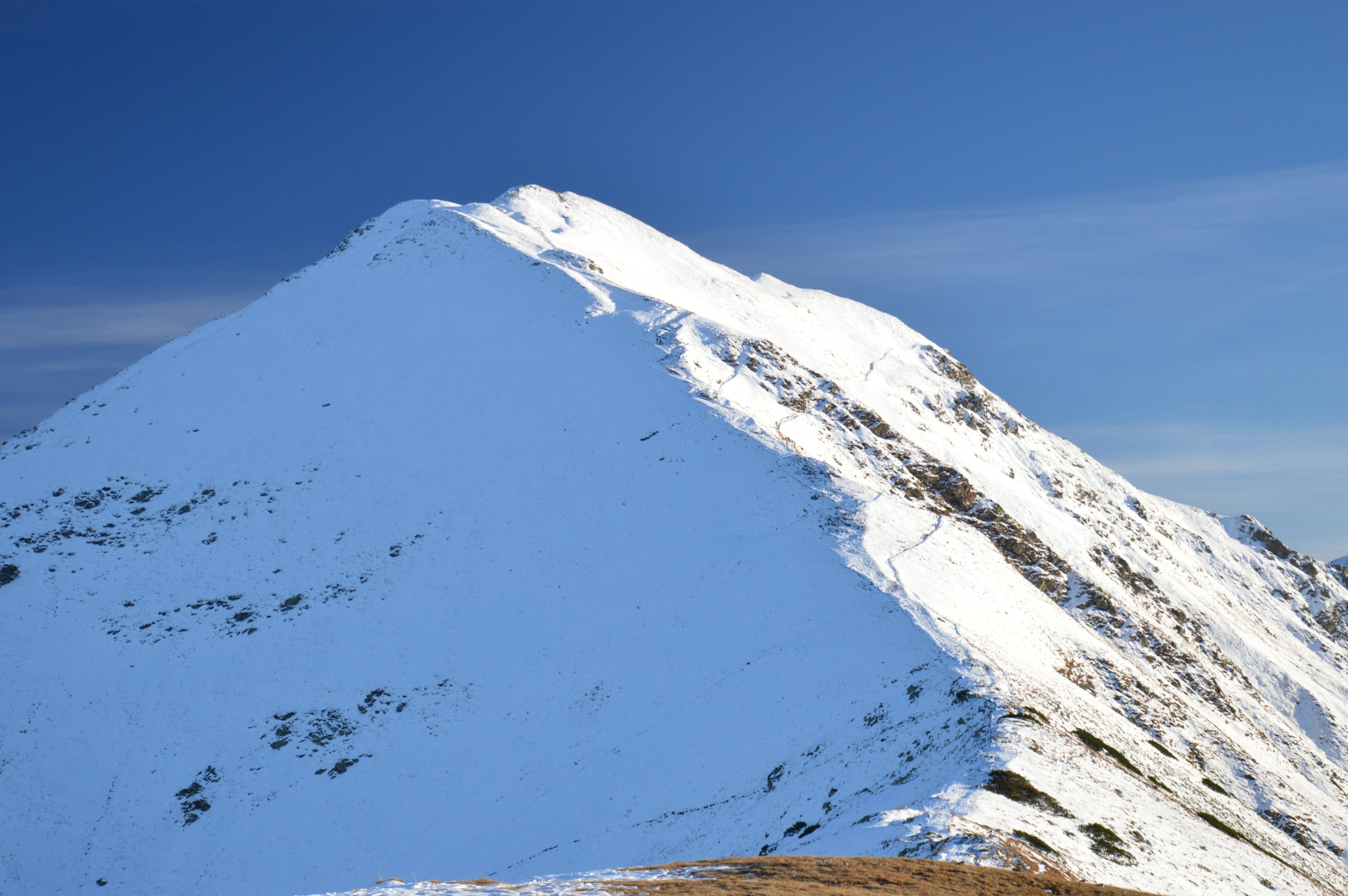
Blick vom Rakoń auf den Wołowiec

Die Rakoń (slowakisch Rákoň) ist ein Berg an der polnisch-slowakischen Grenze in der Westtatra mit 1879 Metern Höhe.

## Lage und Umgebung
Die Staatsgrenze verläuft über den Hauptgrat der Tatra, auf dem sich die Rakoń befindet. Nördlich des Gipfels liegt das Tal Dolina Chochołowska, konkret sein Hängetal Dolina Chochołowska Wyżnia. Ein nordwestlich vom Berg verlaufender Seitengrat trennt die slowakischen Täler Roháčska dolina und Látaná dolina voneinander.

## Tourismus
Die Rakoń ist bei Wanderern beliebt. 

### Routen zum Gipfel
Der Wanderweg auf die Rakoń führt entlang des Hauptkamms der Tatra und der polnisch-slowakischen Grenze.
- ▬ Ein blau markierter Wanderweg führt vom Grześ über den Gipfel zum Wołowiec.
- ▬ Ein grün markierter Wanderweg führt von der Chochołowska-Hütte auf den Gipfel.

Als Ausgangspunkt für eine Besteigung aus den Tälern eignen sich die Berghütten Ornak-Hütte sowie Chochołowska-Hütte.

## Belege
- Zofia Radwańska-Paryska, Witold Henryk Paryski, Wielka encyklopedia tatrzańska, Poronin, Wyd. Górskie, 2004, ISBN 83-7104-009-1.
- Tatry Wysokie słowackie i polskie. Mapa turystyczna 1:25.000, Warszawa, 2005/06, Polkart, ISBN 83-87873-26-8.

## Panorama

Mittig im Bild, Panorama vom Grześ